# Hydrelia fuscocastanea
Hydrelia fuscocastanea är en fjärilsart som beskrevs av Inoue 1982. Hydrelia fuscocastanea ingår i släktet Hydrelia och familjen mätare. Inga underarter finns listade i Catalogue of Life.